# Rio Florido
Le Rio Florido est une rivière du nord-ouest du Mexique, affluent du Rio Conchos, lui-même affluent du Rio Grande. Elle traverse les états de Durango et du Chihuahua.